# 파올라 에고누
파올라 오게치 에고누(영어: Paola Ogechi Egonu, 1998년 12월 18일 ~ )는 이탈리아의 나이지리아계 배구 선수로 포지션은 라이트이다. 현재 이탈리아 여자 프로 배구 리그 클럽인 이모코 발리 코넬리아노와 이탈리아 여자 배구 국가대표팀 소속으로 뛰고 있다.

## 수상 경력

### 단체 수상

#### 국가대표팀
- 이탈리아 여자 배구 국가대표팀 (2015-)
  - 세계 선수권
    -  준우승 (1회) : 2018

  - 네이션스리그
    -  우승 (1회) : 2022

  - 월드그랑프리
    -  준우승 (1회) : 2017

  - 유럽 선수권
    -  우승 (1회) : 2021
    -  3위 (1회) : 2019

#### 개인 클럽
- 이고르 고르곤졸라 노바라 (2017-2019)
  -  CEV 여자 배구 챔피언스리그
    -  우승 (1회) : 2018-19

  - 이탈리아 여자 배구 컵
    -  우승 (2회) : 2017-18, 2018-19

  - 이탈리아 여자 배구 슈퍼컵
    -  우승 (1회) : 2017
- 이모코 발리 코넬리아노 (2019-)
  -  FIVB 여자 배구 클럽 세계 선수권
    -  우승 (1회) : 2019

  -  CEV 여자 배구 챔피언스리그
    -  우승 (1회) : 2020-21

  - 이탈리아 여자 배구 리그
    - 챔피언결정전
      -  우승 (1회) : 2020-21

    - 정규리그
      -  1위 (2회) : 2020-21

  - 이탈리아 여자 배구 컵
    -  우승 (2회) : 2019-20, 2020-21

  - 이탈리아 여자 배구 슈퍼컵
    -  우승 (1회) : 2019, 2020

### 개인 수상

#### 국가대표팀
- 이탈리아 여자 배구 국가대표팀 (2015-)
  - 세계 선수권
    - 베스트 아포짓 스파이커 (1회) : 2018

  - 유럽 선수권
    - MVP (1회) : 2021

#### 개인 클럽
- 이고르 고르곤졸라 노바라 (2017-2019)
  -  CEV 여자 배구 챔피언스리그
    - MVP (1회) : 2018-19
- 이모코 발리 코넬리아노 (2019-)
  -  FIVB 여자 배구 클럽 세계 선수권
    - MVP (1회) : 2019

  -  CEV 여자 배구 챔피언스리그
    - MVP (1회) : 2020-21

  - 이탈리아 여자 배구 리그
    - MVP (1회) : 2020-21

  - 이탈리아 여자 배구 컵
    - MVP (1회) : 2020-21

  - 이탈리아 여자 배구 슈퍼컵
    - MVP (1회) : 2019